# Bart van der Steen
Bart van der Steen (9 juni 1983) is historicus en auteur van diverse boeken op het gebied van geschiedenis, filosofie en sociologie.

## Biografie
Bart van der Steen studeerde geschiedenis aan de Universiteit Leiden. Hij promoveerde aan het European University Institute in Florence. Hij deed daar een internationaal vergelijkend onderzoek naar kraken en politiek geweld in West-Europa tussen 1980 en 1990. Voor dat onderzoek ging hij onder andere een semester naar Hamburg en Kopenhagen. In 2005 was hij voorzitter van Rood Leiden. Voor de SP schreef hij daarnaast verschillende artikelen. Ook schreef hij boekrecensies voor de NRC.
In 2011 publiceerde hij zijn eerste officiële boek in samenwerking met Ron Blom. Het boek Wij gingen onze eigen weg, over de revolutionaire socialisten in Nederland van 1930 tot 1950. In 2013 schreef hij het boek Butler, Negri en Zizek over de linkse filosofen Judith Butler, Toni Negri en Slavoj Žižek. Het boek beoogde een toegankelijke instap te zijn op het werk van de filosofen, maar kreeg juist kritiek hiervoor in Trouw. Daarentegen kreeg The City is Ours veel lof, en werd recent vertaald in het Turks.